# 御嶽神社 (桜川市)
御嶽神社（おんたけじんじゃ）は、茨城県桜川市にある、御嶽山信仰の神社。御嶽山に位置し、木曽御嶽信仰の信者が建てた霊神碑が林立している。

## 施設

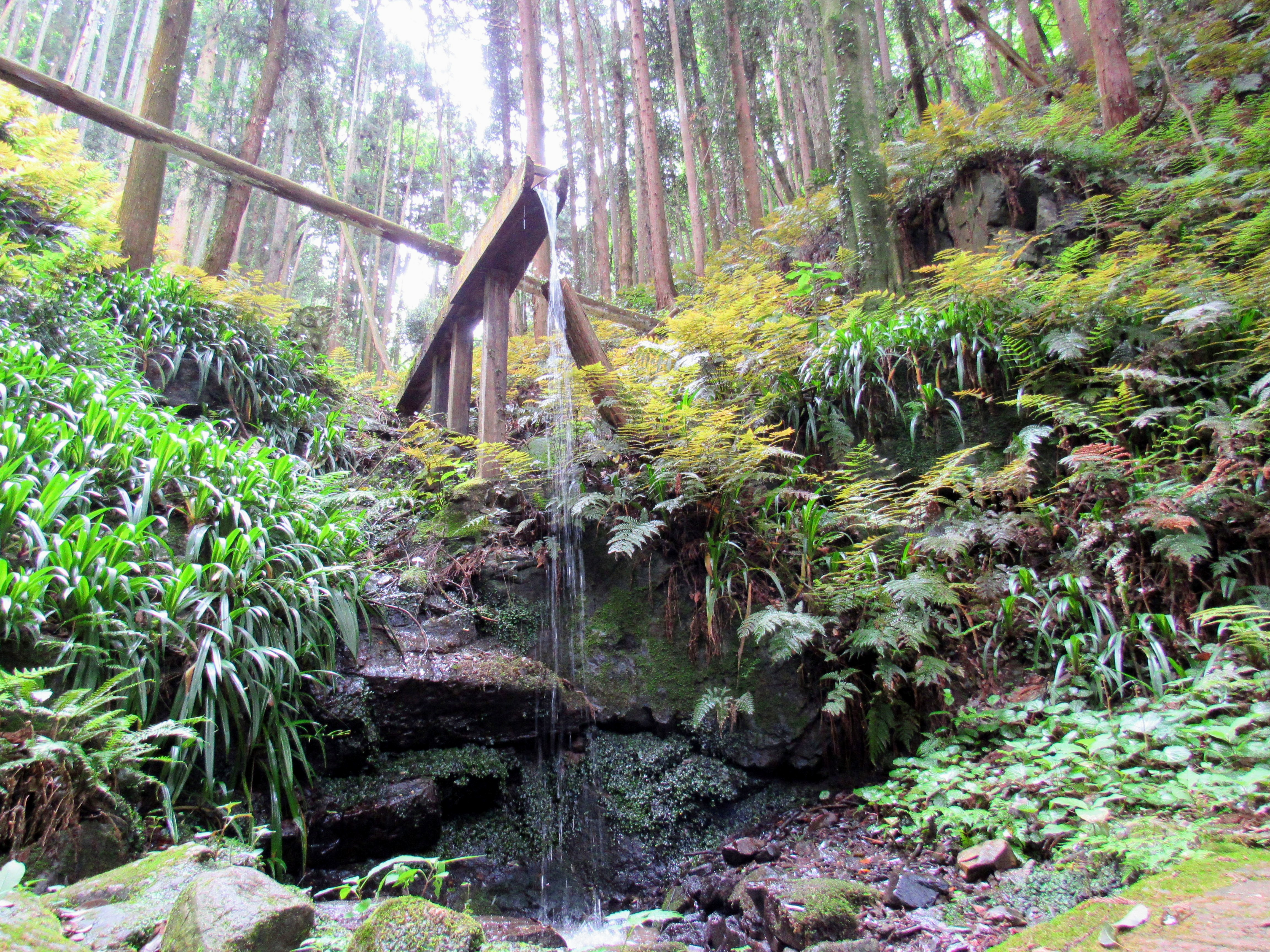
水行場

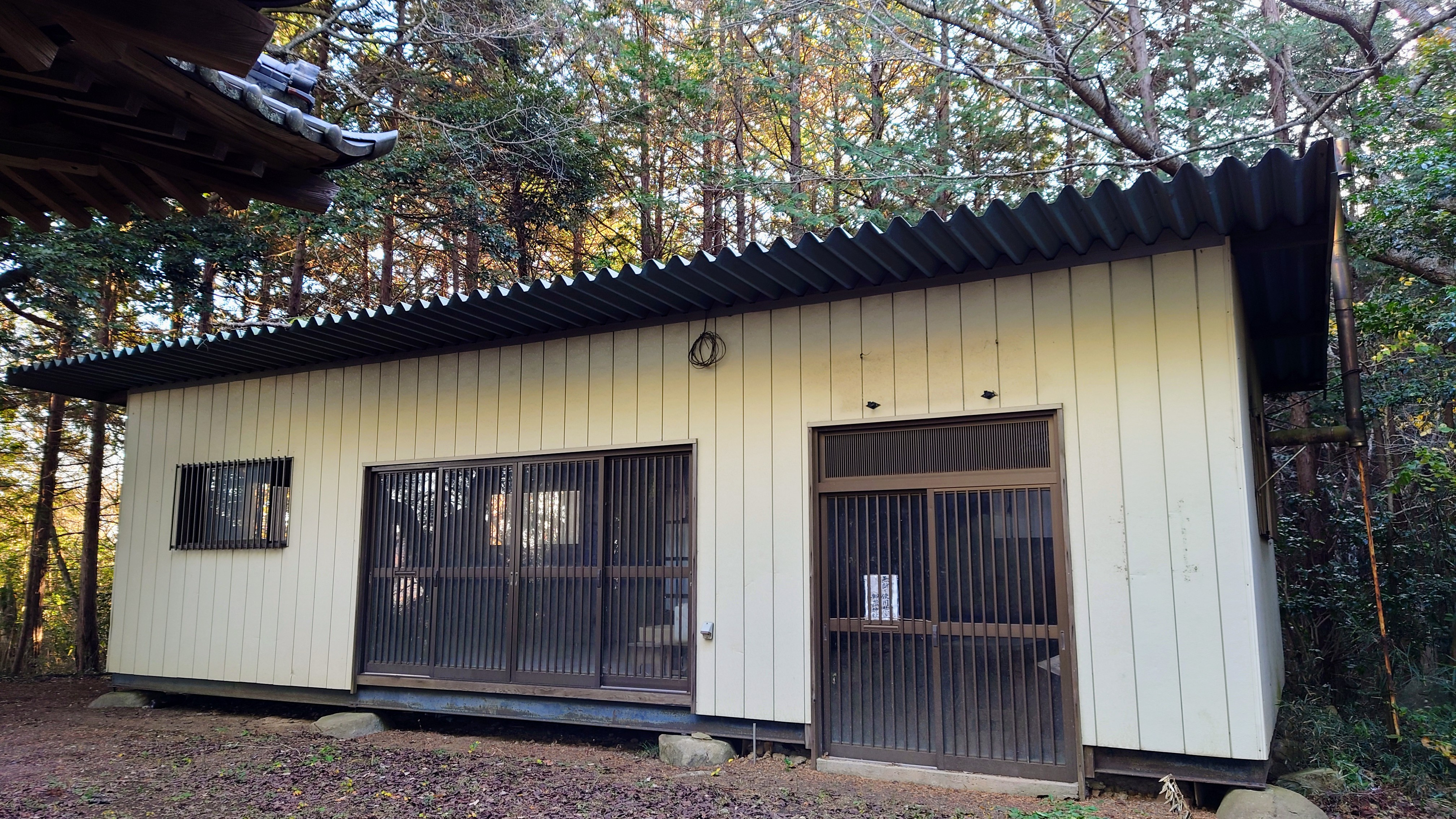
御嶽会館

- 社殿
- 本殿
- 水行場
- 御嶽会館

## 歴史
- 1875年（明治7年）：木曽御嶽山より勧請し創建
- 1936年（昭和11年）3月︰神殿を改築
- 1939年（昭和14年）：鳥居奉納
- 1985年（昭和60年）︰御岳会館(集会所)完成

## 祭神

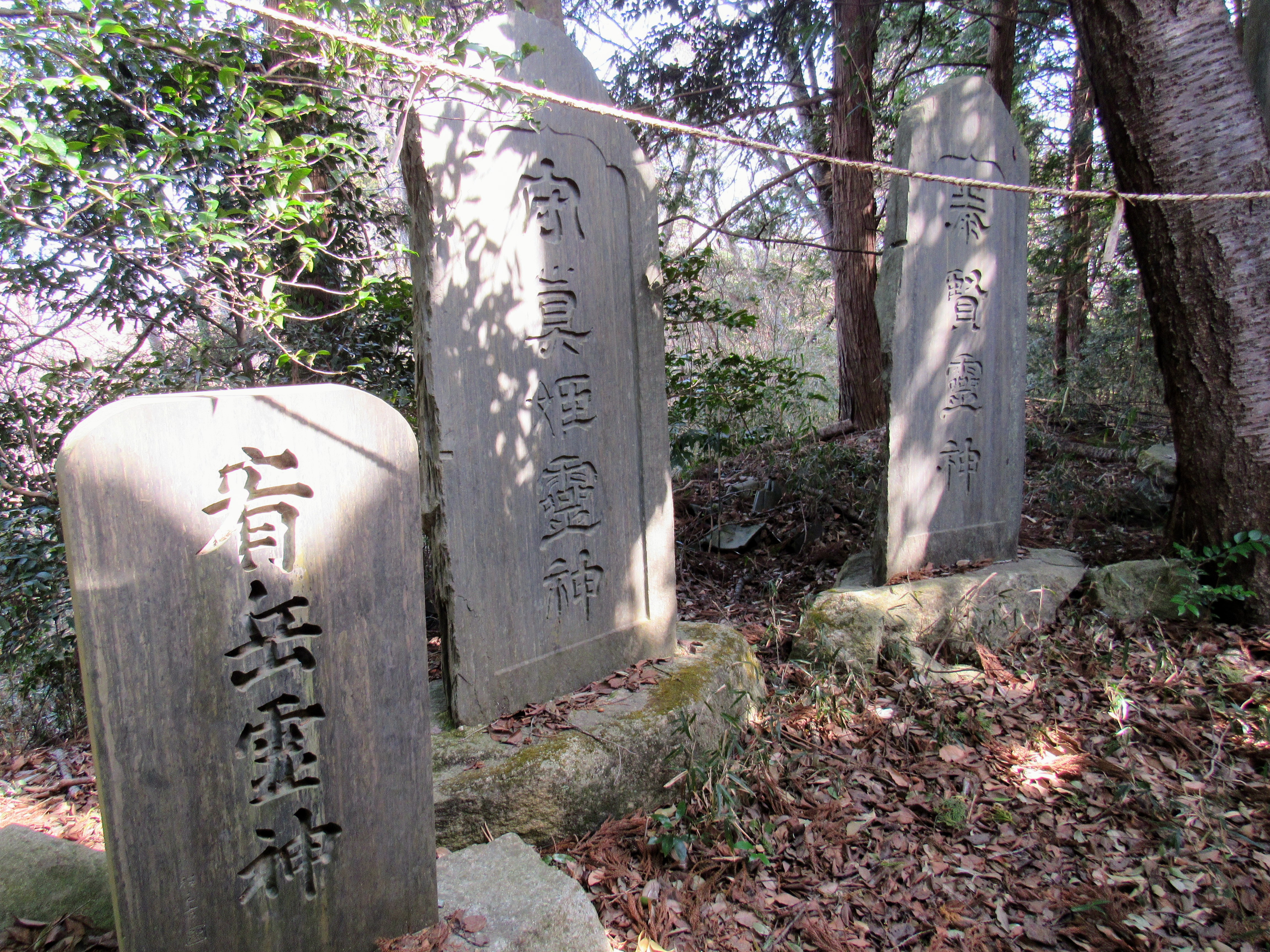
霊神碑

主祭神
- 御嶽大神

## 交通アクセス
- JR東日本・水戸線 岩瀬駅（徒歩15分）